# Martin E. Mosely
Martin Ephraim Mosely (Newcastle upon Tyne, 6 augustus 1877 – Londen, 30 augustus 1948) was een Brits entomoloog. Hij was ook gekend als beoefenaar van en schrijver over vliegvissen. Zijn drang naar kennis over de insecten die hij bij het vissen ontmoette, bracht hem wellicht naar de entomologie. In 1910 werd hij een Fellow van de Entomological Society of London. Hij werd specialist op het gebied van waterinsecten, vooral haften (Ephemeroptera) en schietmotten (Trichoptera). Vanaf 1920 begon hij te publiceren in wetenschappelijke tijdschriften. In zijn boek The Dry-Fly Fisherman's Entomology combineerde hij beide gebieden.
In 1929 werd hij een losse deeltijdse medewerker (unofficial scientific worker) bij het British Museum (Natural History), waar hij zich tot aan zijn dood wijdde aan de Trichoptera-verzamelingen van het museum, waarbij hij talrijke nieuwe taxa beschreef. Hij werkte er samen met Douglas E. Kimmins, die vele illustraties tekende voor Mosely's werken. Mosely publiceerde in die twintig jaar meer dan honderd wetenschappelijke artikelen. Hij stierf na een hartaanval op 30 augustus 1948. Verschillende artikelen van hem verschenen nog postuum, evenals een boek over de schietmotten van Australië en Nieuw-Zeeland, dat door Kimmins werd vervolledigd. Na zijn dood liet Mosely zijn boeken, instrumenten en uitgebreide verzameling van vooral Europese schietmotten over aan het British Museum. 
Hij publiceerde o.m.:
- The Dry-Fly Fisherman's Entomology (1921), "being a supplement tot Frederic M. Halford's The Dry-Fly Man's Handbook"
- Insect Life and the Management of a Trout Fishery (1926)
- The New Zealand Mayflies (1932)
- The British Caddis Flies (Trichoptera): A Collector's Handbook (1939, geïllustreerd door D.E. Kimmins)
- The Trichoptera (Caddies-Flies) of Australia and New Zealand (1953, postuum uitgegeven, vervolledigd en geïllustreerd door D.E. Kimmins)